# 떠돌이올드필드쥐
떠돌이올드필드쥐(Thomasomys erro)는 비단털쥐과에 속하는 설치류이다. 에콰도르 중부와 북중부 안데스산맥의 코르디예라 오리엔탈 산맥과 코르디예라 옥시덴탈 산맥의 해발 2,400~3,600m 지역에서 발견된다. 육상성 서식지에서 서식하며, 이차림 지역 운무림에서 발견된다. 이전에는 잿빛배올드필드쥐(T. cinereiventer)의 아종으로 간주했다.